# Amiens Sporting Club
O Amiens Sporting Club é um clube de futebol francês, fundado em 1901 na cidade de Amiens. 
Na temporada 2000–2001 o clube foi finalista da Coupe de France, sendo derrotado na final pelo Strasbourg nos pênaltis.
A equipe manda seus jogos no Estádio de La Licorne, com capacidade para 12 097 pessoas.

## Historia
O Amiens Athlétic Club (AAC) foi criado em 1901 por um grupo de jogadores da Association du Lycée d'Amiens, campeões de colegiais franceses em 1902, 1903 e 1904. AAC esmagou seus primeiros adversários, Saint-Quentin, 13–0 alguns meses após sua criação. Em abril de 1902, o Comité de Picardie de l'U.S.F.S.A foi criado pelo então presidente da AAC (Henri-Frédéric Petit). AAC dominou a liga da USFSA nas primeiras 12 temporadas. Em 1909, o clube conseguiu um novo lugar, no Henry Daussy Park, permitindo uma participação de mais de 1.000 pessoas. Em 1933, o clube adquiriu sua primeira seção profissional, posteriormente abandonada em 1952, antes de tornar-se profissional novamente em 1993. Desde os primeiros dias, a AAC sofreu duas mudanças de nome: em 1961, para o Sporting Club d'Amiens e em 1989, como Amiens Sporting Club. Amiens jogou na Ligue 2 entre 2001 e 2009. A equipe retornou ao segundo escalão do futebol francês na temporada 2016-2017, depois de terminar em terceiro no Championnat National. Sua primeira temporada na Ligue 2 foi a mais bem-sucedida de todos os tempos, já que terminou em segundo lugar e foi promovida a primeira divisão pela primeira vez na história. Foi uma promoção dramática também, já que eles teriam saído dos lugares de promoção, mas para um gol de vitória no último jogo contra Reims. A primeira temporada de Amiens na Ligue 1 terminou em sobrevivência com um confortável 13º lugar na tabela.

## Elenco atual
Atualizado em 1 de fevereiro de 2022. 
Legenda
- : Capitão
- : Jogador suspenso
- : Jogador lesionado